# Вунаги, Дэвид
Дэвид Вунаги (англ. David Vunagi; 5 сентября 1950, Санта-Исабель, Исабель — 7 марта 2025, Гуадалканал, Гуадалканал) — государственный и политический деятель Соломоновых Островов. Генерал-губернатор Соломоновых Островов (2019—2024). Англиканский епископ Соломоновых Островов в отставке: был архиепископом Меланезии и епископом епархии Центральной Меланезии с 2009 по 2015 год. Награждён орденом Святых Михаила и Георгия.

## Биография
Родился в 1950 году на острове Санта-Исабель (провинция Исабель). Учился в средней школе с 1968 по 1973 год. В 1976 году получил диплом об образовании в области естественных наук Южнотихоокеанского университета и степень магистра медицины. В 1982 году получил степень бакалавра биологии в Университете Папуа — Новой Гвинеи. До того, как начать служить священником, работал учителем в государственной школе и в колледже Меланезийской церкви. Имеет степень бакалавра богословия колледжа Святого Иоанна в Окленде в 1990 году. Получил степень магистра богословия в Ванкуверской школе теологии в 1998 году.
В 1992 году был преподавателем богословского колледжа на Соломоновых Островах. Позже переехал в Канаду, где с 1996 по 1998 год был помощником священника в приходе Святого Ансельма в епархии Нью-Вестминстера, Британская Колумбия. После этого вернулся на Соломоновы Острова, где работал священником в епархии Исабель. В 1999 году вернулся к преподаванию в колледже, где затем стал директором. В 2000 году стал секретарём миссии в провинциальном штабе церкви Меланезии. Был назначен епископом Темоту 6 мая 2001 года, эту должность занимал до 2009 года.
Был избран архиепископом и примасом церкви провинции Меланезия 4 марта 2009 года на провинциальной избирательной комиссии, состоявшейся в Хониаре, и возведён на престол 31 мая 2009 года.
Посетил четвертую встречу форума Global South в Сингапуре 19-23 апреля 2010 года, а также был представлен на форуме Global South, который проходил в Бангкоке 18-20 июля 2012 года.
Покинул должность архиепископа 6 сентября 2015 года на церемонии в соборе в Хониаре, на которой присутствовали девять епископов Англиканской церкви Меланезии. Его сменил исполняющий обязанности примаса Натан Томе, епископ Гуадалканала, до избрания нового примаса 12 февраля 2016 года.
В июне 2019 года стал единственным кандидатом на пост генерал-губернатора Соломоновых Островов и официально вступил в должность 7 июля 2019 года.
Вунаги умер 7 марта 2025 года в возрасте 74 лет после продолжительной болезни в своём доме в Океа, Гуадалканал.